# 冯正虎
冯正虎（1954年7月1日—），中国浙江温州人，汉族，维权人士，护宪维权网创办人，《零八宪章》首批签署人之一。曾获《北京之春》杂志社颁授“2009年北京之春自由先锋奖”。

## 入狱前事迹
1980年冯正虎毕业于华东师范大学数学系，1986年获复旦大学管理学院经济学硕士学位，曾任上海市学生联合会研究生委员会主任、上海市研究生科技与经济中心理事长等职。毕业后在上海财经大学任教，兼任上海企业发展研究会会长、中国企业发展研究所所长。连续四年主持每年一届的“中国企业发展研讨会”，有《企业战略》、《中国企业发展年鉴（1988年）》等著作多部。1989年曾因对六四事件态度而遭行政记大过处分。1991年4月冯正虎赴日本留学并留居日本，在一桥大学研修经济和计算机硬、软件。目前他仍是日本社团法人中国研究所的外国特别研究员、日本三正实业有限会社中国部部长。1998年9月，返回中国创办上海天伦咨询有限公司。冯正虎一直持中国护照来往中日之间，并沒有入籍日本。

## 入狱
2000年11月13日，因天伦公司出版物审核问题，冯正虎被上海市公安局以涉嫌“非法经营罪”为由刑事拘留。2001年6月，被上海市第二中级人民法院一审以“非法经营罪”判处有期徒刑三年，并处罚金40万元。冯正虎不服提起上诉，上海市高级人民法院2001年8月终审维持原判，冯正虎再申诉，被驳回。

## 出狱后的维权
2003年11月12日，冯正虎刑满出狱，开始刑事申诉，并将上海市新闻出版局告上了法庭。2004年11月19日，上海市卢湾区人民法院开庭审理了此案。

## 被拒入境

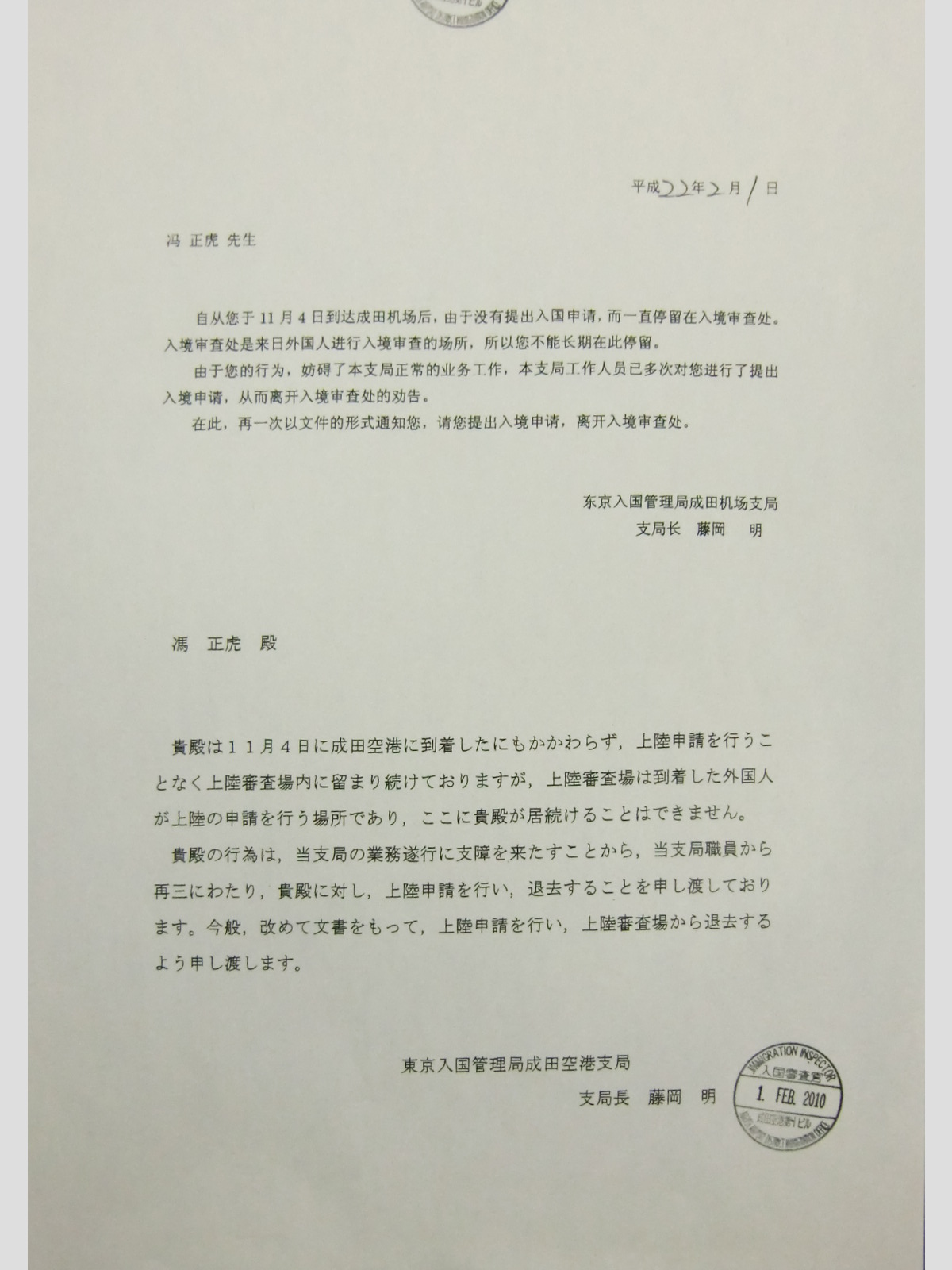
东京入国管理局成田机场支局致冯正虎的第61封官方文件

### 事件经过

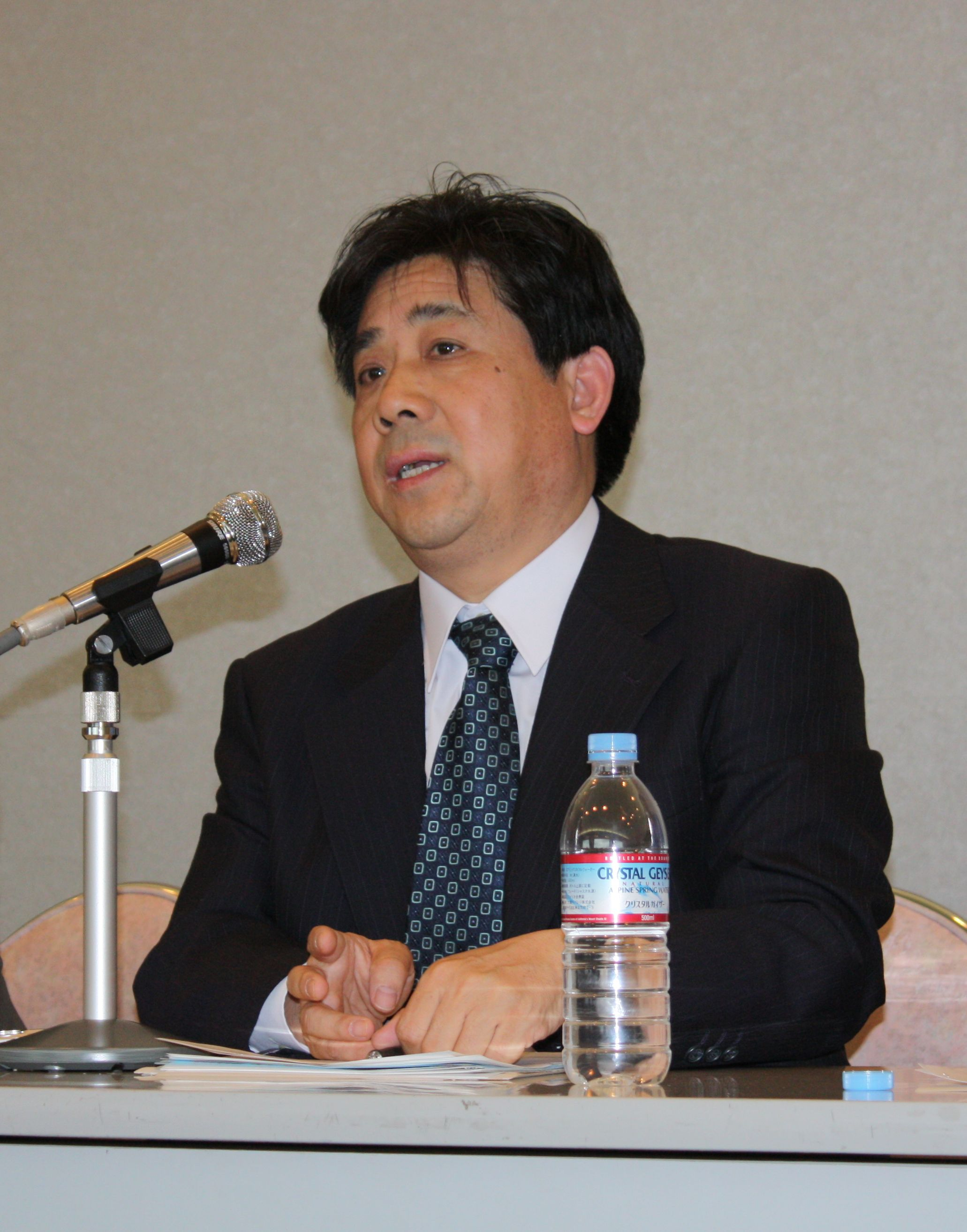
馮正虎在日本演講

2009年2月15日冯正虎自述在北京遭秘密绑架并被非法拘禁41天后，4月在上海公安当局的劝告下出国前往日本，以回避六四事件20周年，在6月4日过后，于6月7日开始先后八次回国被拒入境。其中四次是抵达上海的机场后，被边防警员强行遣返日本，另外四次是被航空公司以浦东机场边防方面未准许他入境为由而拒载。11月3日他第八次回国时，又在上海浦东机场被拒绝入境。上海边检人员几个人把他抬上全日空飞东京成田的班机，冯正虎抗争，双方的对抗延误了起飞时间，最后全日空的机上人员帮着上海边检人员把冯正虎强行按在座位上。
冯正虎此后称此为绑架事件，并在成田机场拒绝申请入境日本抗议，从此流落成田机场。
冯正虎因持有日本签证，可合法滞留日本。冯正虎认为签证与日本方面默认中国当局禁止他入境有关，宣布放弃日本签证，并抗议说:“我對這些行動表達強烈抗議，因為根據《聯合國憲章》，任何國家都不得拒絕自己的公民返國。”以此敦促中国政府尊重其回国要求。冯说，虽然他经常往来于中日之间，但他始终是中国公民，拿中国护照，中国政府，特别是上海政府完全没有理由将他拒之国门之外。滞留在日本成田机场的第一空港入境审查大厅期間，由於日本官方不讓馮正虎在日本的親屬送食品進到管制區內，因此每天靠维权人士及过境的热心人士提供的热水、食物及衣物等維生，有如柏林空運的翻版，即「東京空运」。冯正虎的遭遇引起中国网民及国内外维权机构的关注。
自从6月7日第一次回国被拒后，冯正虎就到中国大使馆递交申诉书，但不获回应；第一次在成田机场被航空公司拒绝他登机回国，他当场又打电话给大使馆，大使馆表示这是他与民间公司之间的纠纷，与他们无关。后来冯正虎不断写信给中共中央总书记胡锦涛、全国人大常委会委员长吴邦国和国务院总理温家宝，以及访日的国家副主席习近平申诉回国、回家。
冯正虎认为，自己发表的一次批评中国政府镇压六四的演讲，是当局拒绝让他回国的原因之一。

### 各方反应
- 中国：11月26日外交部发言人秦刚在例行记者会上回答有关冯正虎的问题：“中国有关部门根据《中华人民共和国公民出入境管理法》有关规定处理有关问题。我建议你向相关主管部门询问。”[10]
- 联合国：11月18日联合国难民高等辩护事务官员宫泽先生与日本官员一同到机场，征求冯正虎是否愿意申请难民资格，不过被其婉拒[11]。
- 日本：日本机场方面，东京入国管理局成田机场支局先后六十一次向冯正虎发出官方文件，认为他滞留在日本机场旅客不应逗留的范围，违反了机场相关规定，要求他离开[12]。冯正虎将其发布在其Flickr上，并命名为“冯正虎向中国政府转呈X月X日的日本官方文件”。

### 回国

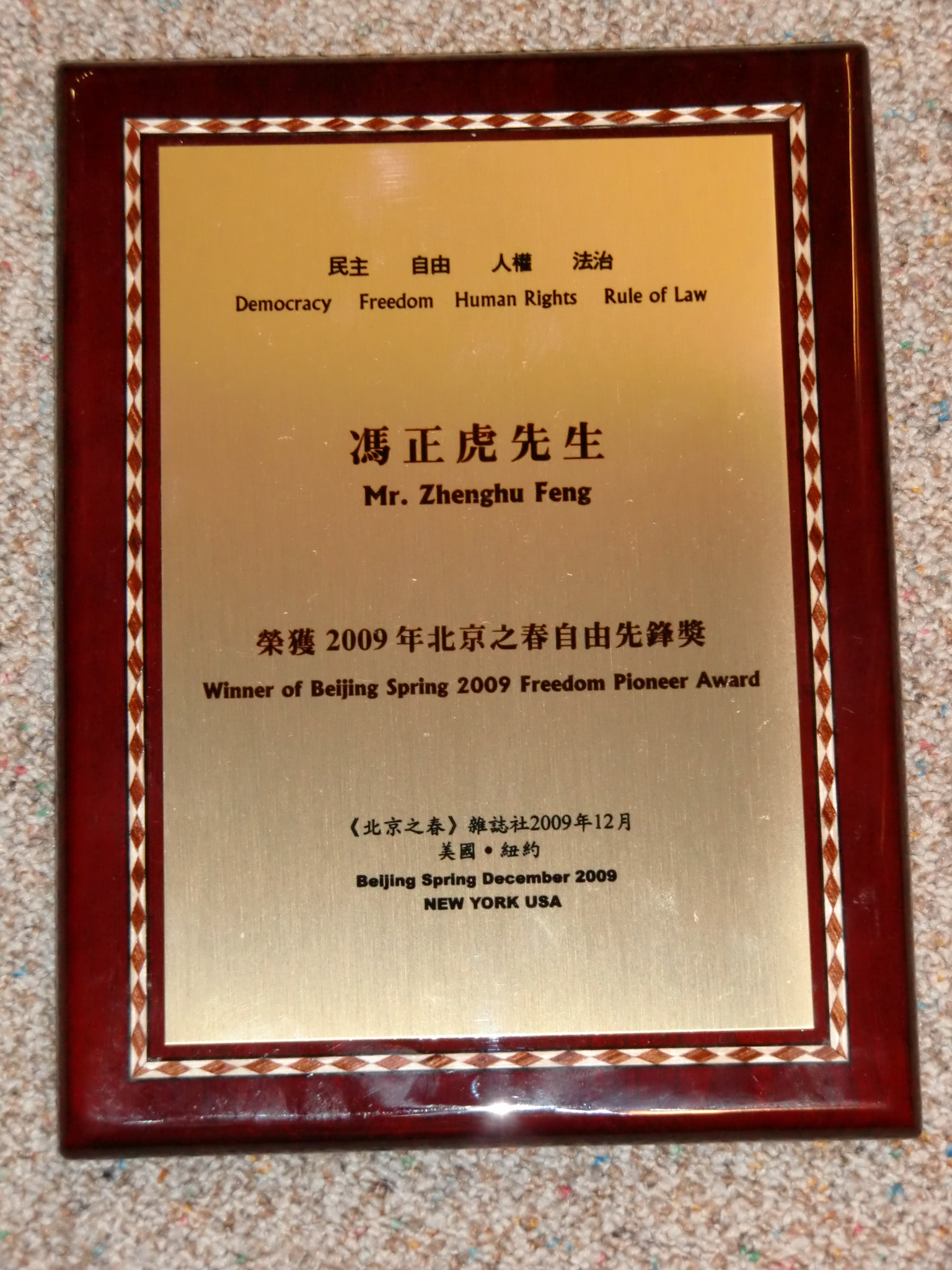
冯正虎所获奖项

2010年1月23日，中国驻日大使馆首次召见冯正虎在日本定居的妹妹，表示刚获悉冯正虎的遭遇，要她转告冯正虎“有问题应向上面汇报，不要被人利用”等。同时，上海市公安局也给冯正虎在上海的家人传话说，冯正虎应与中国大使馆沟通。对此，冯正虎在网络上公开说，他有手机等各种联络工具，所以任何带话或传话，他都不当真。中国政府官员来机场见他是对公民诚意的问题。
1月25日，中国大使馆官员在成田机场正式会见了冯正虎，官员指他们是来探望他、关心他和考虑他回国的问题。冯正虎对使馆官员来访表示感谢。他说，虽然自己国家的官员是在他流落外国80天后才来，比日方来慰问还迟，但中国官员总算是尽了责、面对了现实。
1月31日，冯正虎宣布结束成田机场的抗议活动，计划在2月2日入境日本并暂住在东京的妹妹家中。他称自己有信心可以在农历新年前返回上海。
2月3日下午，冯正虎入境日本，預定於2月14日農曆春节前回到上海，回家后将继续支持民主和人权活动。收拾行李期间，全日本航空公司的地勤人员曾来帮忙，冯正虎把日本不允许带进的水果等都送给了在场的人。全日空的人员拿来了大皮箱，帮他装进其它想带走的东西。冯正虎说，在2009年11月第八次回国被拒时，上海边检人员几个人把他抬上全日空的飞机，然后全日空机上人员也帮着把他强按在座位上，全日空现在对他很内疚。
2月4日，全日本航空公司CS推进部旅客服务部向冯正虎发了一封信，信中指责冯正虎2009年11月3日乘坐全日空班机从上海飞往东京时，在飞机上大声喧哗、影响飞机起飞50多分钟，致使全日空受到其他乘客投诉。故在冯正虎向他们道歉以前，拒绝冯正虎搭乘全日空班机。冯正虎则指，此前他曾收到全日空高层给他的一封道歉信，所以他虽状告西北航空和中国国航，但始终没控告全日空，所以完全没有料到全日空在他回国问题接近解决时忽然变脸。冯正虎拒绝道歉全日空， 而选择购买了日航机票。
2月8日，冯正虎通过个人的Twitter網頁宣布他将于2月12日上午9:45分乘坐日本航空公司（JAL）JL791次航班从成田机场第二空港飞往上海浦东机场。
2月12日，冯正虎按照计划乘坐日本航空客机从成田机场出发，中午过后抵达上海浦东机场，获准入境后在机场被便衣警察带到别的出口离开机场回家，没有在大厅露面。冯正虎在接受BBC记者采访时指他已经在当地时间下午三点左右顺利到家。他说，入境后在贵宾室履行了必要的手续，然后和等待他的妻子及陪同警察一起离开了机场。有一些支持者带着写有冯正虎名字的标语牌到机场迎接，但当他们接受媒体采访时，在场监视的便装警察即上前没收标语。期间机场的Wifi服务亦遭到突然关闭。
2月28日，上海国保警察沈国良企图在冯正虎居住的小区裡用车撞冯正虎。3月3日冯正虎被警察以涉嫌妨碍公务传唤八小时，所指是2月28日国保警察用车撞冯正虎的事件。
4月19日，馮正虎计划开“冤博会”被警察抄家問話。

## 观世博会被阻
上海世博会开幕后，冯正虎曾被警方强制带至崇明岛“度假”4天，2010年5月21日早上，馮正虎在前往世博会的途中，再次被上海市国保部门拦截并软禁3天。冯对此不满并发信质问上海市委书记俞正声，引起网民关注。最终在6月1日，冯正虎顺利进入园区参观，并表示感到高兴。